# Dekalog dobrego Dextera
Dekalog dobrego Dextera albo Dekalog Dextera (oryg. Dearly Devoted Dexter) – sensacyjno-kryminalna powieść Jeffa Lindsaya, wydana po raz pierwszy w 2005 roku.  Na jej podstawie zrealizowano serial telewizyjny Dexter. Kontynuacją Dekalogu dobrego Dextera jest Dylematy Dextera.

## Opis fabuły
Dexter Morgan, główny bohater powieści wzbudza coraz większe podejrzenia u sierżanta Doakesa, który postanawia w wolnym czasie obserwować go. Uniemożliwia to Dexterowi wykonywanie jego "hobby", podczas którego stara się odnaleźć (a w rezultacie uśmiercić) osobę odpowiedzialną za pedofilię i morderstwa młodych chłopców.
Tymczasem policja z Miami znajduje ciągle żywego bestialsko okaleczonego mężczyznę, w którym sierżant Doakes rozpoznaje kompana z dawnych lat. Uważa także, że jest to robota człowieka nazywanego "Doktor Danco", który przybył do miasta, aby dokonać zemsty za wydarzenia z przeszłości. Danco podaje swoim ofiarom środki przeciwbólowe oraz psychotropy, po czym na przełomie kilku dni chirurgicznie usuwa kolejne części ciała (kończyny, genitalia, język, wargi itd.) Dexter zaczyna zajmować się sprawą kiedy Danco porywa chłopaka jego siostry Debory.
Wśród tego całego chaosu, Dexter niespodziewanie oświadcza się swojej dziewczynie Ricie. U jej dzieci: Astor i Cody'ego odnajduje także "Mrocznego Pasażera" podobnego do jego własnego. Postanawia więc nauczyć ich "Kodeksu Harry'ego", który poznał od swojego przybranego ojca.
Punktem kulminacyjnym powieści jest zrozumienie przez Dextera działania "Doktora Danco", który podczas swoich zabaw gra w wisielca. Ofiary mają odgadnąć wybrane przez niego słowo, a z każdą błędną odpowiedzią, po usunięciu wcześniej języka tracą kolejne części ciała.